# Пашенцин
Пашенцин (пол. Paszęcin, нім. Passentin) — село в Польщі, у гміні Ромбіно Свідвинського повіту Західнопоморського воєводства.